# Torre Borela
La Torre Borela és una obra amb elements gòtics de Fontcoberta (Pla de l'Estany) inclosa a l'Inventari del Patrimoni Arquitectònic de Catalunya.

## Descripció
Edifici de planta quadrangular amb parets exteriors de carreus en un ampli sector. La façana sud presenta dos interessants finestrals geminats amb arquets trilobats. La més septentrional presenta l'escut de la Casa Cartellà al capitell. La coberta ha estat renovada fa uns anys i s'ha sobrepujat del volum original, malmeten el conjunt amb algunes finestres inadequades. Hi ha una porta dovellada a la banda est. Teulada a dues vessants.

## Història
Pels escuts existents a la finestra, Corominas i Marqués opinen que la casa era propietat dels Cartellà de Falgons que tenien delmes en el poble.